# 還送患者
還送患者（かんそうかんじゃ）は、朝鮮、台湾、中国など外地（日本国外統治区域）の大日本帝国陸軍病院（戦時衛生機関である諸病院を含む）から内地の衛戍病院に還送されていた患者である。

## 概要
還送対象は外地の陸軍病院の治療に適しない者、不具、廃疾その他除役見込の者などであった。
外地の陸軍病院から還送される患者は広島衛戍病院に収療された。
還送患者のうち派遣部隊に属する下士官兵は、内地の衛戍病院に到着した日をもって、内地にある当該留守部隊または原所属部隊の所属に移る。
したがって還送患者が治癒した場合は、衛戍病院長はこれに退院を命じ、その所属部隊に復帰させる。
雇員、傭人で内地の衛戍病院に収容後2ヶ月を経過し治癒しない者があるときは、病院長は診断書および所要の書類を添えて所管の師団長に上申し、師団長は各部隊で採用された者であれば解雇または解傭のうえ、原所属隊に通報し、陸軍省から配属された者であれば陸軍大臣に上申してその指図を承けることになっていた。
還送患者の入院中の俸給、給与などは、当該病院で支給するものと、所属部隊から送付を受けるものと、2種類あった。